# Hans Kahle
Hans Kahle (Charlottenburg, 1899. április 22. – Ludwigslust, 1947. szeptember 1.) német újságíró. Részt vett az első világháborúban. Korábban Mecklenburg rendőrkapitánya volt.

## Művei
- Know your enemy !, I.N.G. Publications, London, 1943 (24 S.)
- Under Stalin's command. A review of Soviet strategy and tactics, Russia Today Society, London, 1943 (43 S.)
- They plotted against Hitler. The story behind the attempt on Hitler’s life, I.N.G. Publications, London, 1944 (23 S.)
- One triumphant Year. A unique survey of Red Army successes. 26. anniversary of the Red Army, Russia Today Society, London, 1944 (15 S.)
- Stalin, the soldier, Metcalfe & Cooper, London, 1945 (24 S.)